# Église Saint-Germain de Marles-en-Brie
L'église Saint-Germain est une église catholique située sur la commune de Marles-en-Brie, dans le département de Seine-et-Marne, en France.

## Historique
L'édifice est classé au titre des monuments historiques en 1922.